# Volta Ciclista a Catalunya 1982
La Volta Ciclista a Catalunya 1982, sessantaduesima edizione della corsa, si svolse in sette tappe, la seconda e l'ultima suddivise in 2 semitappe, per un percorso totale di 1249,3 km, con partenza da Castell-Platja d'Aro e arrivo a Salou. La vittoria fu appannaggio dello spagnolo Alberto Fernández Blanco, che completò il percorso in 33h13'53", precedendo i connazionali Pedro Muñoz e Julián Gorospe.

## Tappe
| Tappa  | Data         | Percorso                                                        | km     | Vincitore di tappa       | Leader cl. generale      |
| ------ | ------------ | --------------------------------------------------------------- | ------ | ------------------------ | ------------------------ |
| Pr.    | 8 settembre  | Castell-Platja d'Aro > Castell-Platja d'Aro (cron. individuale) | 3,8    | Daniel Gisiger           | Daniel Gisiger           |
| 1ª     | 9 settembre  | Castell-Platja d'Aro > Ogassa                                   | 177,3  | José Luis Laguía         | Daniel Gisiger           |
| 2ª-1   | 10 settembre | Ogassa > Mataró                                                 | 142,0  | Johan van der Velde      | Daniel Gisiger           |
| 2ª-2   | 10 settembre | Barcellona > Barcellona                                         | 40,0   | José Luis Laguía         | Johan van der Velde      |
| 3ª     | 11 settembre | Barcellona > Lleida                                             | 183,0  | Ludo Peeters             | Johan van der Velde      |
| 4ª     | 12 settembre | Lleida > Vielha e Mijaran                                       | 199,5  | Ángel Ocaña              | Johan van der Velde      |
| 5ª     | 13 settembre | El Pont de Suert > Manresa                                      | 196,5  | Ismael Lejarreta         | Emanuele Bombini         |
| 6ª     | 14 settembre | Manresa > Vilanova i la Geltrú                                  | 145,0  | Ludo Peeters             | Pedro Muñoz              |
| 7ª-1   | 15 settembre | Cambrils > Cambrils (cron. individuale)                         | 26,2   | Alberto Fernández Blanco | Alberto Fernández Blanco |
| 7ª-2   | 15 settembre | Cambrils > Salou                                                | 136,0  | Patrick Cocquyt          | Alberto Fernández Blanco |
| Totale | Totale       | Totale                                                          | 1249,3 |                          |                          |

## Dettagli delle tappe

### Prologo
- 8 settembre: Castell-Platja d'Aro – Cronometro individuale – 3,8 km[1]

Risultati
| Pos. | Corridore         | Squadra     | Tempo |
| ---- | ----------------- | ----------- | ----- |
| 1    | Daniel Gisiger    | Hoonved     | 5'14" |
| 2    | Serge Demierre    | Cilo-Aufina | a 4"  |
| 3    | Alberto F. Blanco | Teka        | a 7"  |

| Pos. | Corridore         | Squadra     | Tempo |
| ---- | ----------------- | ----------- | ----- |
| 1    | Daniel Gisiger    | Hoonved     | 5'14" |
| 2    | Serge Demierre    | Cilo-Aufina | a 4"  |
| 3    | Alberto F. Blanco | Teka        | a 7"  |

### 1ª tappa
- 9 settembre: Castell-Platja d'Aro > Ogassa – 177,3 km[2]

Risultati
| Pos. | Corridore           | Squadra    | Tempo    |
| ---- | ------------------- | ---------- | -------- |
| 1    | José Luis Laguía    | Reynolds   | 5h07'04" |
| 2    | Ludo Peeters        | TI-Raleigh | s.t.     |
| 3    | Johan van der Velde | TI-Raleigh | s.t.     |

| Pos. | Corridore         | Squadra     | Tempo    |
| ---- | ----------------- | ----------- | -------- |
| 1    | Daniel Gisiger    | Hoonved     | 5h12'18" |
| 2    | Serge Demierre    | Cilo-Aufina | a 4"     |
| 3    | Alberto F. Blanco | Teka        | a 7"     |

### 2ª tappa, 1ª semitappa
- 10 settembre: Ogassa > Mataró – 142,0 km[3]

Risultati
| Pos. | Corridore             | Squadra     | Tempo    |
| ---- | --------------------- | ----------- | -------- |
| 1    | Johan van der Velde   | TI-Raleigh  | 3h19'35" |
| 2    | Serge Demierre        | Cilo-Aufina | s.t.     |
| 3    | Juan Fernández Martín | Kelme       | a 43"    |

### 2ª tappa, 2ª semitappa
- 10 settembre: Barcellona > Barcellona – 40,0 km[3]

Risultati
| Pos. | Corridore        | Squadra  | Tempo    |
| ---- | ---------------- | -------- | -------- |
| 1    | José Luis Laguía | Reynolds | 1h10'41" |
| 2    | Josep Recio      | Kelme    | s.t.     |
| 3    | Eddy Vanhaerens  | Safir    | s.t.     |

| Pos. | Corridore           | Squadra     | Tempo    |
| ---- | ------------------- | ----------- | -------- |
| 1    | Johan van der Velde | TI-Raleigh  | 8h31'57" |
| 2    | Serge Demierre      | Cilo-Aufina | s.t.     |
| 3    | Alberto F. Blanco   | Teka        | a 46"    |

### 3ª tappa
- 11 settembre: Barcellona > Lleida – 183,0 km[4]

Risultati
| Pos. | Corridore         | Squadra    | Tempo    |
| ---- | ----------------- | ---------- | -------- |
| 1    | Ludo Peeters      | TI-Raleigh | 4h59'51" |
| 2    | Michel Pollentier | Safir      | s.t.     |
| 3    | Celestino Prieto  | Kelme      | s.t.     |

| Pos. | Corridore           | Squadra     | Tempo     |
| ---- | ------------------- | ----------- | --------- |
| 1    | Johan van der Velde | TI-Raleigh  | 13h31'58" |
| 2    | Serge Demierre      | Cilo-Aufina | s.t.      |
| 3    | Alberto F. Blanco   | Teka        | a 36"     |

### 4ª tappa
- 12 settembre: Lleida > Vielha e Mijaran – 199,5 km[5]

Risultati
| Pos. | Corridore        | Squadra     | Tempo    |
| ---- | ---------------- | ----------- | -------- |
| 1    | Ángel Ocaña      | Zor-Gemeaz  | 6h11'21" |
| 2    | Serge Demierre   | Cilo-Aufina | a 1'09"  |
| 3    | Emanuele Bombini | Hoonved     | s.t.     |

| Pos. | Corridore           | Squadra     | Tempo     |
| ---- | ------------------- | ----------- | --------- |
| 1    | Johan van der Velde | TI-Raleigh  | 19h44'28" |
| 2    | Serge Demierre      | Cilo-Aufina | s.t.      |
| 3    | Alberto F. Blanco   | Teka        | a 36"     |

### 5ª tappa
- 13 settembre: El Pont de Suert > Manresa – 196,5 km[6]

Risultati
| Pos. | Corridore         | Squadra     | Tempo    |
| ---- | ----------------- | ----------- | -------- |
| 1    | Ismael Lejarreta  | Teka        | 5h13'25" |
| 2    | Julius Thalmann   | Cilo-Aufina | a 10'37" |
| 3    | Jacques Hanegraaf | TI-Raleigh  | s.t.     |

| Pos. | Corridore           | Squadra     | Tempo     |
| ---- | ------------------- | ----------- | --------- |
| 1    | Emanuele Bombini    | Hoonved     | 25h09'31" |
| 2    | Johan van der Velde | TI-Raleigh  | a 36"     |
| 2    | Serge Demierre      | Cilo-Aufina | s.t.      |

### 6ª tappa
- 14 settembre: Manresa > Vilanova i la Geltrú – 145,0 km[7]

Risultati
| Pos. | Corridore     | Squadra     | Tempo    |
| ---- | ------------- | ----------- | -------- |
| 1    | Ludo Peeters  | TI-Raleigh  | 3h38'58" |
| 2    | Hubert Seiz   | Cilo-Aufina | s.t.     |
| 3    | Vicente Belda | Kelme       | s.t.     |

| Pos. | Corridore         | Squadra     | Tempo     |
| ---- | ----------------- | ----------- | --------- |
| 1    | Pedro Muñoz       | Zor-Gemeaz  | 28h49'56" |
| 2    | Alberto F. Blanco | Teka        | a 10"     |
| 2    | Hubert Seiz       | Cilo-Aufina | a 1'19"   |

### 7ª tappa, 1ª semitappa
- 15 settembre: Cambrils – Cronometro individuale – 26,2 km[8]

Risultati
| Pos. | Corridore           | Squadra    | Tempo  |
| ---- | ------------------- | ---------- | ------ |
| 1    | Alberto F. Blanco   | Teka       | 33'02" |
| 2    | Daniel Gisiger      | Hoonved    | a 16"  |
| 3    | Gerard Veldscholten | TI-Raleigh | a 50"  |

### 7ª tappa, 2ª semitappa
- 15 settembre: Cambrils > Salou – 136,0 km[9]

Risultati
| Pos. | Corridore         | Squadra     | Tempo    |
| ---- | ----------------- | ----------- | -------- |
| 1    | Patrick Cocquyt   | Safir       | 3h37'09" |
| 2    | Gilbert Glaus     | Cilo-Aufina | a 13'35" |
| 3    | Jacques Hanegraaf | TI-Raleigh  | s.t.     |

| Pos. | Corridore         | Squadra    | Tempo     |
| ---- | ----------------- | ---------- | --------- |
| 1    | Alberto F. Blanco | Teka       | 33h13'53" |
| 2    | Pedro Muñoz       | Zor-Gemeaz | a 51"     |
| 3    | Julián Gorospe    | Reynolds   | a 2'12"   |

## Classifiche finali

### Classifica generale
| Pos. | Corridore                | Squadra            | Tempo     |
| ---- | ------------------------ | ------------------ | --------- |
| 1    | Alberto Fernández Blanco | Teka               | 33h13'53" |
| 2    | Pedro Muñoz              | Zor-Gemeaz         | a 51"     |
| 3    | Julián Gorospe           | Reynolds           | a 2'12"   |
| 4    | Hubert Seiz              | Cilo-Aufina        | a 3'10"   |
| 5    | Vicente Belda            | Kelme              | a 4'35"   |
| 6    | Faustino Rupérez         | Zor-Gemeaz         | a 9'06"   |
| 7    | Emanuele Bombini         | Hoonved-Bottecchia | a 9'08"   |
| 8    | Serge Demierre           | Cilo-Aufina        | a 9'57"   |
| 9    | Johan van der Velde      | TI-Raleigh         | s.t.      |
| 10   | Steven Rooks             | TI-Raleigh         | a 9'58"   |

### Classifica a punti
| Pos. | Corridore           | Squadra            | Punti |
| ---- | ------------------- | ------------------ | ----- |
| 1    | Johan van der Velde | TI-Raleigh         | 36    |
| 2    | Ludo Peeters        | TI-Raleigh         | 30    |
| 3    | Emanuele Bombini    | Hoonved-Bottecchia | 28    |

### Classifica scalatori
| Pos. | Corridore               | Squadra    | Punti |
| ---- | ----------------------- | ---------- | ----- |
| 1    | Pedro Muñoz             | Zor-Gemeaz | 51    |
| 2    | Vicente Belda           | Kelme      | 39    |
| 3    | Ángel de las Heras Díaz | Kelme      | 34    |

### Classifica sprint
| Pos. | Corridore        | Squadra    | Punti |
| ---- | ---------------- | ---------- | ----- |
| 1    | Patrick Cocquyt  | Safir-Marc | 37    |
| 2    | Johan Lammerts   | TI-Raleigh | 13    |
| 3    | Ismael Lejarreta | Teka       | 11    |

### Classifica squadre
| Pos. | Squadra     | Tempo      |
| ---- | ----------- | ---------- |
| 1    | TI-Raleigh  | 103h29'37" |
| 2    | Cilo-Aufina | a 50"      |
| 3    | Zor-Gemeaz  | a 1'09"    |